# Albert Axelrod
Albert Axelrod (New York, 12 febbraio 1921 – New York, 24 febbraio 2004) è stato uno schermidore statunitense.

## Biografia
Ha partecipato ai Giochi della XV Olimpiade di Helsinki nel 1952, ai Giochi della XVI Olimpiade di Melbourne nel 1956, ai Giochi della XVII Olimpiade di Roma nel 1960, ai Giochi della XVIII Olimpiade di Tokyo nel 1964 ed ai Giochi della XIX Olimpiade di Città del Messico nel 1968.

## Palmarès
In carriera ha conseguito i seguenti risultati:
- Giochi olimpici:

Roma 1960: bronzo nel fioretto individuale.
- Giochi Panamericani:

Città del Messico 1955: argento nel fioretto individuale ed a squadre.
Chicago 1959: oro nel fioretto a squadre ed argento individuale.
San Paolo 1963: oro nel fioretto a squadre ed argento individuale.
Winnipeg 1967: argento nel fioretto individuale ed a squadre.